# Kościół Przemienienia Pańskiego w Mielniku
Kościół Przemienienia Pańskiego w Mielniku – rzymskokatolicki kościół parafialny mieszczący się w dawnym mieście, obecnie wsi Mielnik, w województwie podlaskim. Należy do dekanatu Siemiatycze diecezji drohiczyńskiej.

## Historia
Budowa obecnej świątyni rozpoczęła się w 1913 roku, staraniem Wiktora Walkiewicza, syna ostatniego organisty przed skasowaniem parafii. Prace budowlane zostały przerwane przez działania I wojny światowej w latach 1914-1918. Niedługo po wycofaniu się wojsk niemieckich ksiądz Mikołaj Ikonowicz rozpoczął odprawianie nabożeństw w nowo wybudowanym kościele. Niewykończona budowla ucierpiała po raz kolejny w dniach 1-7 sierpnia 1920 roku, kiedy wojska polskie próbowały zatrzymać marsz wojsk radzieckich idących na Warszawę. Świątynię ukończył i urządził jej wnętrze po wojnie ksiądz Konstanty L. Cegielski, proboszcz w Mielniku. W 1940 roku wieś znalazła się w strefie granicznej i w związku z tym świątynia została zamieniona na stołówkę dla sowieckich żołnierzy. Zostało wtedy zniszczone całe jej wyposażenie. W czasie wojny niemiecko-radzieckiej w 1941 i 1944 roku budowla została ostrzelana pociskami artyleryjskimi, które zniszczyły kruchtę a także uszkodziły ściany i dach. Świątynia przeszła remont generalny dopiero w latach 1971-1972; 1982-1985 i 1998-2000. 

## Architektura i wyposażenie

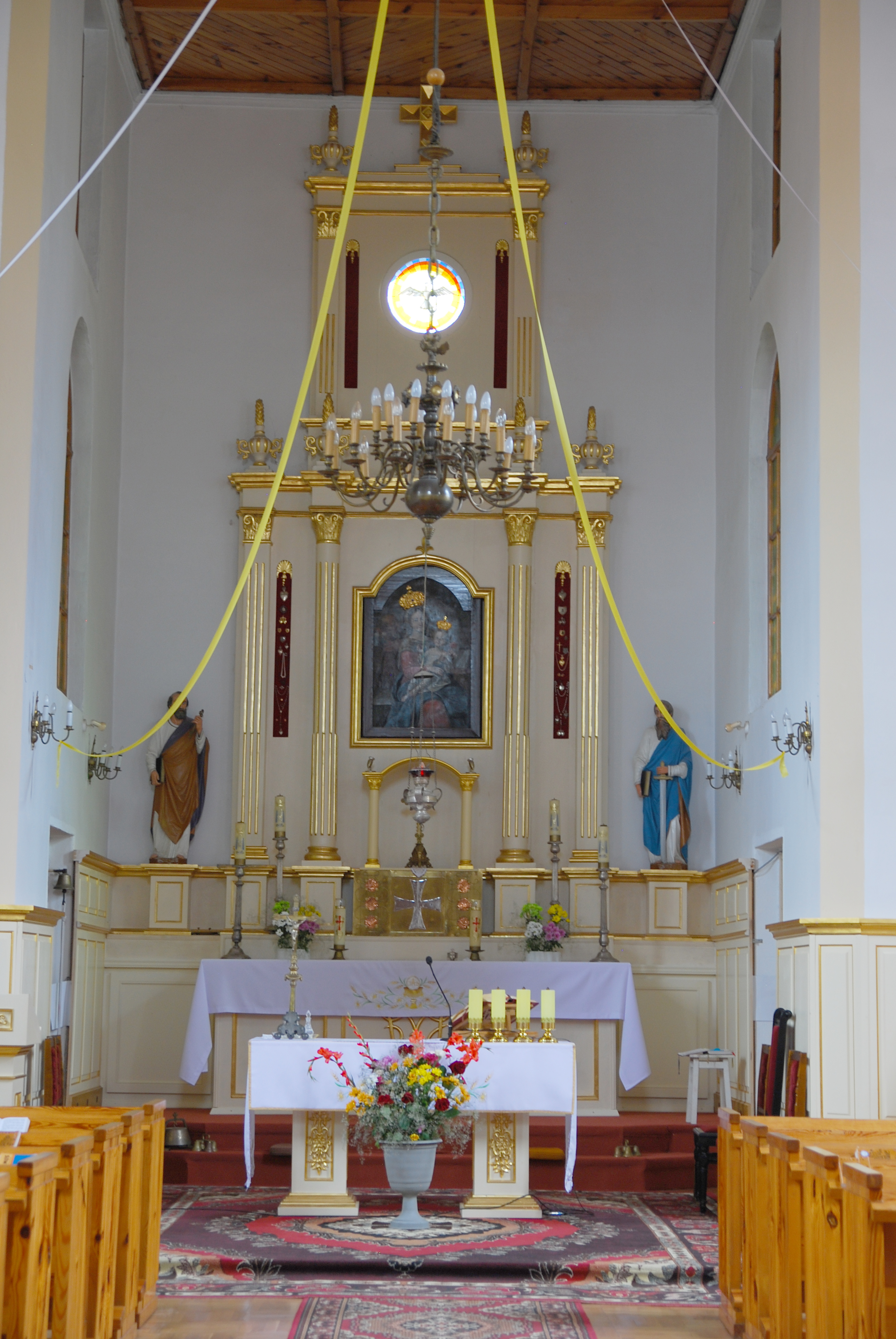
Wnętrze kościoła

Jest to budowla murowana, wzniesiona w stylu neobarokowym. W ołtarzu głównym świątyni jest umieszczony obraz Matki Bożej z Dzieciątkiem Jezus. Zachowały się przedmioty kultu, takie jak: krucyfiks barokowy z końca XVII stulecia, monstrancja pochodząca z lat 1720-1730 i kielich z około 1730 roku. We wnętrzu można zobaczyć również bardzo ciekawą "drogę krzyżową".